# Malewo (Łoza)
Malewo (niem. Malau) – przysiółek wsi Łoza w Polsce, położony w województwie pomorskim, w powiecie sztumskim, w gminie Stary Targ.
Miejscowość o układzie nieregularnym. Zachowany został układ ruralistyczny, prawdopodobnie z XVII lub XVIII wieku. Utrzymało się szereg budynków (oraz krzyż) z końcówki XIX i początku XX wieku.
Wieś królewska położona była w I Rzeczypospolitej w województwie malborskim. W latach 1945–1975 miejscowość administracyjnie należała do województwa gdańskiego, a w latach 1975–1998 do województwa elbląskiego.